# 13930 Tashko
13930 Tashko eller 1988 RQ8 är en asteroid i huvudbältet som upptäcktes den 12 september 1988 av den bulgariska astronomen Violeta G. Ivanova vid Rozhen-observatoriet. Den är uppkallad efter astronomen Tashko Vulchev.
Asteroiden har en diameter på ungefär 3 kilometer.